# محاثة تبادلية
التحريض الذاتي أو المحاثة التبادلية (بالإنجليزية: mutual inductance) ظاهرة تنشأ بين جزئين من الدائرة الكهربائية -ملفين عادة- عندما يحدث تغير في قيمة التيار الساري في أحدهما تحدث قوة دافعة كهربائية في الآخر. يولد التيار الموجود في إحدى الدائرتين مجالا مغناطيسيا يتغير بتغير التيار ويعترض الدائرة الأخرى. تنشأ بالحث قوة دافعة كهربية نتيجة الاتصال الموجود بين الدائرة الثانية وبين المجال المغنطيسي المتغير. تقاس المحاثة التبادلية بوحدة هنري.

## تعريف
إذا وجدت مواد مغناطيسية ذات سماحية ثابتة للمغناطيسية بالقرب من دائرة كهربائية فينطبق عليها قانون أمبير: تتناسب كثافة الخطوط المغناطيسية B مع شدة التيار I في الدائرة الكهربية. ولذلك يتناسب شدة المجال المغناطيسي الناشيئ  Φ مع شدة التيار الآنية i في الدائرة.
ويسمى معامل التناسب L لعدد N من اللفات محاثة :
{\displaystyle \Phi ={\frac {L\cdot I}{N}}\,}.
,ووحدة المحاثة هي هنري ، وهي مسماة باسم الفيزيائي الأمريكي جوزيف هنري وتختصر بالإنجليزية H.
وتقدر محاثة 1 هنري، عندما يمر تيار منتظم مقداره 1 أمبير خلال 1 ثانية في موصل فرق الجهد بين طرفيه مقداره 1 فولت.
{\displaystyle 1\mathrm {H} =1{\frac {\mathrm {V} \cdot \mathrm {s} }{\mathrm {A} }}}
ملحوظة : إذا لم تـُظهر مواد مغناطيسية موجودة بالقرب من موصل كهربائي نفاذية ثابتة μr (حيث تعتمد على كثافة الخطوط المغناطيسية B) فتكون المحاثة ليست ثابتة وإنما تكون معتمدة على كثافة خطوط المغناطيسية، ويسمى هذا تشبع مغناطيسي. وتنشأ عنها محاثة ليست خطية، ويكون تحليلها صعبا بعض الشيء.

## محاثة ملف حلقي

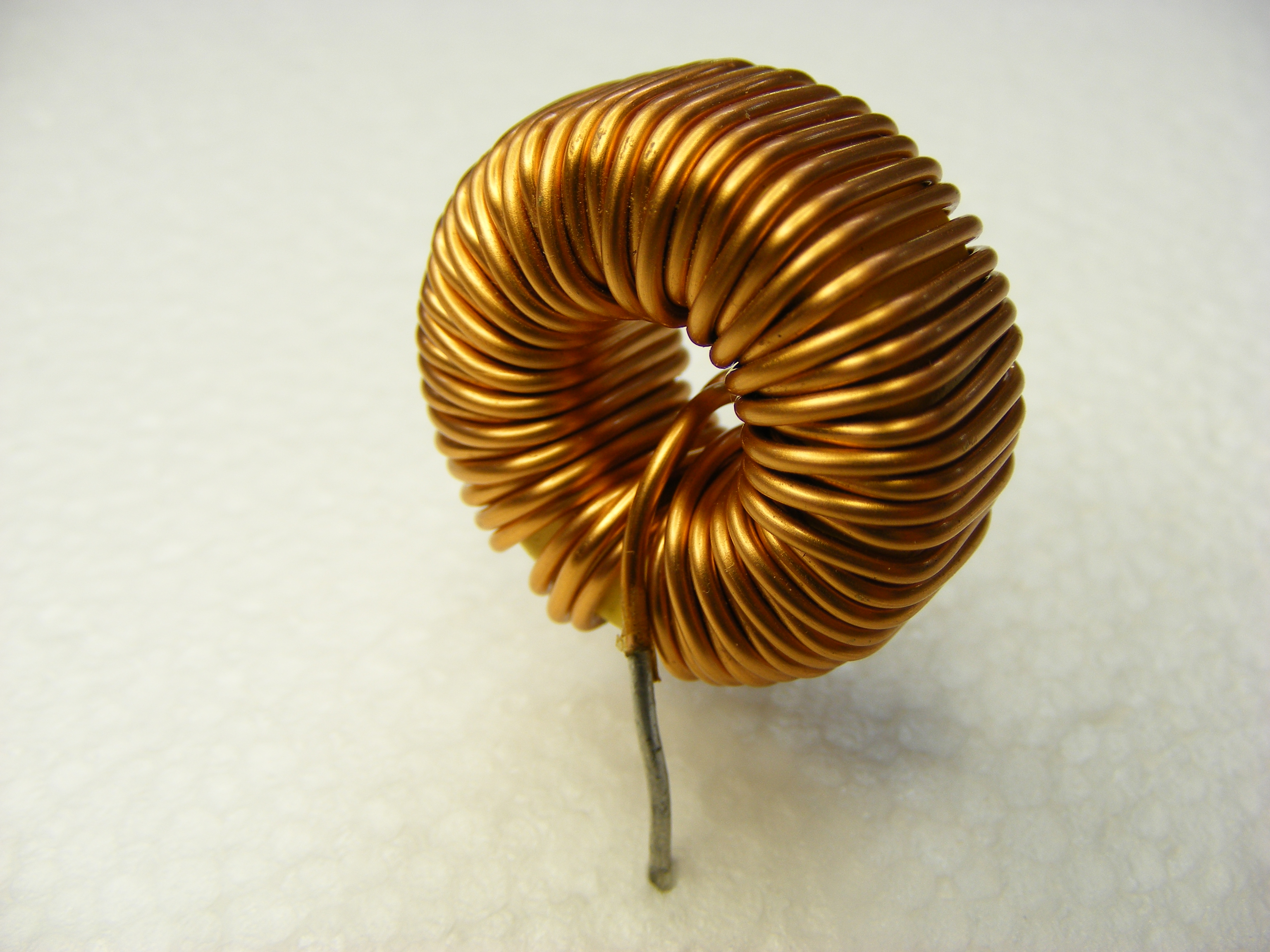
Ringkernspule

يتكون الملف الحلقي من حلقة نصف قطرهاr ومساحتها A من مادة موصلة جيدة ذات نفاذية نسبية عالية µr مثل مادة الفريت Ferrit. وتغطى تلك الحلقة بسلك رفيع وتلف عليها بعدد N من اللفات. فتعطى المحاثة L :
{\displaystyle L=N^{2}\cdot {\frac {\mu _{0}\mu _{r}A}{2\pi r}}\,}.
حيث
µ0 نفاذية الفراغ أو ثابت مغناطيسية الفراغ.
كما توجد معادلة لحاثة الملف الحلقي، تعطي شدة المجال المغناطيسي كدالة لنصف القطر:
{\displaystyle L=N^{2}\cdot {\frac {\mu _{0}\mu _{r}h}{2\pi }}\cdot \ln {\frac {R}{r}}\,}.
حيث R نصف القطر الخارجي، وr نصف القطر الداخلي، وh ارتفاع الملف.
جميع تلك الحالات تعتبر أن السلك رفيع بحيث يكون تقريب المعادلات مقبولا.

## محاثة ملف اسطواني

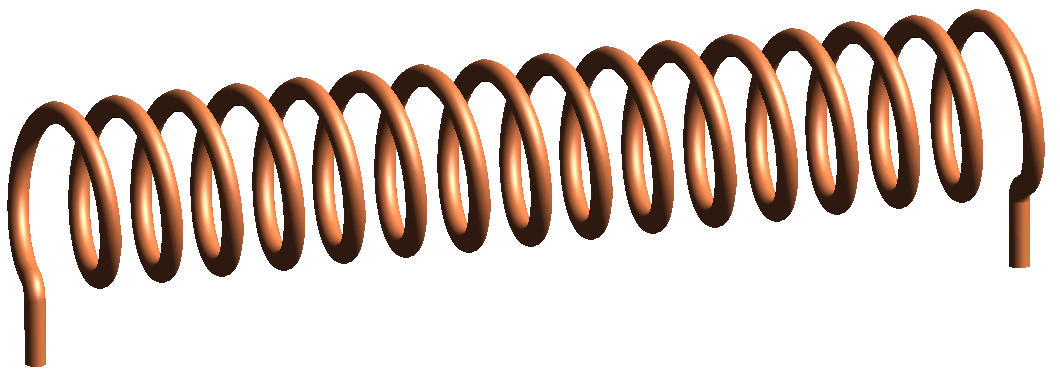
ملف اسطواني.

نعتبر ملف اسطواني طوله l بحيث يكون أكبر كثيرا من قطره A ، فيمكن بواسطة المعادلة تعيين محاثته:
{\displaystyle L=N^{2}\cdot {\frac {\mu _{0}\mu _{r}A}{l}}={\frac {N^{2}}{R_{m}}}\,}.
بافتراض أن سمك السلك مهملا. وتلك المعادلة تقريبية حيث أنها تعتبر المحاثة داخل الملف Rm فقط.
توجد معادلات أخرى للملفات القصيرة، وبالنسبة إلى ملف يبلغ طوله 6و0 من قطره فتطبق المعادلة :
{\displaystyle L=N^{2}\cdot {\frac {\mu _{0}\mu _{r}A}{l+2r_{w}/2{,}2}}\,}.
حيث rw: نصف قطر الحلقة.

## المحاثة
طبقا لقانون المحاثة يتعين الجهد ui الناشيئ في حلقة موصلة يتخللها مجال مغناطيسي {\displaystyle \Phi } متغير مع الزمن وبالتالي مجال الكهربائي Ei ناشيئ بالحث :
{\displaystyle u_{i}=\oint {\vec {E}}_{i}\cdot \mathrm {d} {\vec {s}}=-{\frac {\mathrm {d} \Phi }{\mathrm {d} t}}\,}.
وإذا تكونت حلقة السلك من عدة لفات N كما هو الحال للملف فتنطبق المعادلة:
{\displaystyle u_{i}=-N\cdot {\frac {\mathrm {d} \Phi }{\mathrm {d} t}}\,}.
تعني العلامة السالبة في المعادلة طبقا لقاعدة اليد اليمنى بالنسبة لاتجاه المجال المعناطيسي والتيار.
ويعمل جهد الحث {\displaystyle u_{i}} على مرور تيار كهربائي يقاوم تغير التيار المتسبب في الحث. فإذا عرفنا التيار  {\displaystyle i} والجهد  {\displaystyle u} الناشئين عن الحث بأن يكونا في نفس الاتجاه تنطبق المعادلة {\displaystyle u=-u_{i}}.
وبهذا التعريف للمحاثة يمكن وصف لعلاقة بين الجهد u عند طرفي السلك والتيار i بالمعادلة التفاضلية:
{\displaystyle u={\frac {{\text{d}}N\Phi }{{\text{d}}t}}={\frac {{\text{d}}\Psi }{{\text{d}}t}}={\frac {{\text{d}}(Li)}{{\text{d}}t}}=L{\frac {{\text{d}}i}{{\text{d}}t}}+i{\frac {{\text{d}}L}{{\text{d}}t}}}
في معظم الأحوال لا تتغير المحاثة مع الزمن وتصبح العلاقة بين الجهد والتيار كالآتي:
{\displaystyle u=L{\frac {{\text{d}}i}{{\text{d}}t}}}
وينشأ المجال المغناطيسي {\displaystyle \Phi } عن التيار المار في الموصل.
ويؤثر كل تغير في المجال المغناطيسي في عدد N من الحلقات جهد {\displaystyle u=-u_{i}} وتكون محصلة المجال المغناطيسي {\displaystyle \Psi } فعالة.
ولا يؤخد المجال المغناطيسي الناشيئ خارج الحلقة في الاعتبار ويكون ثابتا.

تماثل اتجاه الجهد والتيار.

وتعتمد العلامة (+ أو -)  في المعادلة السابقة على اتجاه التيار والجهد. فإذا تطابق اتجاه الجهد u مع اتجاه التيار عبر حلقة الموصل كما هو مبين في الرسم المقابل يصبح :
{\displaystyle u_{L}\left(t\right)=L\cdot {\frac {di_{L}\left(t\right)}{\mathrm {d} t}}\,}.
أما إذا كان اتجاه كل من الجهد والتيار متضادين فتنطبق المعادلة :
{\displaystyle u_{L}\left(t\right)=-L\cdot {\frac {di_{L}\left(t\right)}{dt}}\,}.
ويسمى الجهد u الذي ينشأ عن تغير في التيار بجهد المحاثة الذاتي. وتعين المعادلة التفاضلية أعلاه المحاثة الخطية لملف موجود في دارة كهربائية.

## ملفان مقترنان
تحدث المحاثة المتبادلة عندما يؤثر تغير للتيار في أحد الملفات منتجا جهدا في ملف آخر قريب. وتلك الحالة مهمة حيث يعتمد عليها عمل المحول الكهربائي ، كما تتسبب أحيانا في تآثير غير مرغوب فيه في دارة كهربائية.
وتعتبر المحاثة المتبادلة M أيضا مقياس للترابط بين اثنين من الموصلات. وتحسب المحاثة المتبادلة بين الدارة i والدارة j بواسطة إجراء تكاملين لمعادلة نيومان.
وتعطي العلاقة الآتية المحاثة المتبادلة:
{\displaystyle M_{21}=N_{1}N_{2}P_{21}\!}
حيث
{\displaystyle M_{21}} المحاثة المتبادلة
للجهد الناشيئ في الملف 2 بسبب تيار في الملف 1
N1 عدد اللفات في الملف 1,
N2 عدد اللفات في الملف 2,
P21 نفاذية الوسط الذي يمر فيه الخطوط المغناطيسية.
كما تعتمد المحاثة المتبادلة على معامل الاقتران. ويكون معامل الاقتران بين 1 وصفر، وهو يمثل طريقة مناسبة لتعيين العلاقة بين اتجاه ملف ذو محاثة غير معروفة :
{\displaystyle M=k{\sqrt {L_{1}L_{2}}}\!}
حيث:
k  معامل الاقتران و 0 ≤ k ≤ 1,
L1 محاثة الملف 1 ,
و L2 محاثة الملف 2.
وبتعيين المحاثة المتبادلة M بواسطة تلك المعادلة، فيمكن استخدامها لمعرفة خصائص الدارة :
{\displaystyle V_{1}=L_{1}{\frac {dI_{1}}{dt}}-M{\frac {dI_{2}}{dt}}}
حيث:
V1 الجهد عبر الملف المرغوب فحصه ,
L1 محاثة الملف المرغوب فحصه
dI1/dt التفاضل بالنسبة للزمن للتيار المار في الملف المرغوب فحصه ,
dI2/dt التفاضل بالنسبة للزمن للتيار المار في الملف المقترن بالملف الأول
M المحاثة المتبادلة.
وتظهر علامة الناقص في المعادلة حيث أن اتجاه التيار  
I2 خارجا من الصفحة (بحسب التعريف في الشكل). وعندما يكون التياران في كلا الملفين داخلين في النقطتين في الشكل تكون إشارة M موجبة. 
.
وعندما يكون الملف مقترنا باملف آخر عن طريق المحاثة المتبادلة كما هو الحال مثلا في المحول الكهربائي ، فتنطبق العلاقة الآتية على الجهدين والتيارين وعدد اللفات في كل ملف :
{\displaystyle V_{\text{s}}={\frac {N_{\text{s}}}{N_{\text{p}}}}V_{\text{p}}}
حيث:
Vs الجهد على طرفي الملف الثاني,
Vp الجهد على طرفي الملف الأول (الموصل بالمصدر الكهربائي),
Ns عدد اللفات في الملف الثاني,
Np عدد اللفات في الملف الأول.
وبالعكس بالنسبة للتيار :
{\displaystyle I_{\text{s}}={\frac {N_{\text{p}}}{N_{\text{s}}}}I_{\text{p}}}
حيث:
Is التيار في الملف الثاني,
Ip التيار في الملف الأول (الموصول بمصدر الكهرباء),
Ns عدد اللفات في الملف الثاني,
Np عدد اللفات في الملف الأول.
ويلاحظ أن القدرة في أحد الملفين مساوية للقدرة في الملف الآخر. كما أن تلك المعادلات لا تنطبق إذا وصل كلا الملفين بمصدر للكهرباء.
وعندما يكون أحد الملفات موصلا بدائرة تعطي إشارة كهربائية (موجية) فإن مقدار المحاثة المتبادلة تحدد شكل منحنى استجابة التردد. وبدون تعريف لحدود تلك الترددات فهي تسمى محاثة ضعيفة، أو محاثة حرجة أو محاثة فوق الشديدة.
وعند توصيل دائرتين تمر في كلاهما إشارات وتكونان مقترنتان بمحاثة ضعيفة، يكون نطاق حزمة الترددات ضيقا. وبزيادة المحاثة المتبادلة بينهما يبدأ نطاق الحزمة في الاتساع. فإذا ما زادت المحاثة المتبادلة عن النقطة الحرجة فتبدأ القمة في منحنى الاستجابة في النقصان، وتتزايد تضأمنية التردد الأوسط أكثر من نطاقي التردد العالي والتردد المنخفض، ويعرف ذلك بالترابط فوق الشديد.

## اقرأ أيضا
- تحريض كهرطيسي
- محاثة مغناطيسية
- ملف كهربائي
- محول الوسائط